# Ágústa Eva Erlendsdóttir
En aquest nom islandès, el darrer nom és un patronímic, no pas un cognom. La manera de referir-se a aquesta persona és pel nom de pila.
Ágústa Eva Erlendsdóttir Reykjavik 28 de juliol de 1982) és una cantant i actriu islandesa. Va formar part de les bandes Kritikal Mazz i Ske, i el 2005 començà la seva carrera en solitari. Va estudiar interpretació a l'escola de teatre École Philippe Gaulier de París. Va crear el polèmic personatge de Silvía Nótt per al programa de televisió islandès Sjáumst með Silvíu Nótt (The Silvia Night Show).
Va representar a Islàndial a les semifinals del Festival de la Cançó d'Eurovisió 2006 amb la cançó "Congratulations", però no va passar a la final.

## Discografia

### Singles
- 2014 – "Þetta er nóg" (disc senzill de Let It Go The Complete Set ("Frozen"))[3]

## Filmografia

### Pel·lícules
| Any  | Títol                            | Caràcter            | Notes           |
| ---- | -------------------------------- | ------------------- | --------------- |
| 2006 | Mýrin                            | Eva Lind            |                 |
| 2008 | Sveitabrúðkaup                   | Auður               |                 |
| 2009 | Epic Fail                        | Sigga               | Curtmetratge    |
| 2009 | Góða Ferð                        |                     | Curtmetratge    |
| 2009 | Bjarnfreðarson                   | Jove Bjarnfreður    |                 |
| 2010 | Tangled                          | Rapunzel            | Veu en islandès |
| 2011 | Kurteist fólk                    | Margrét             |                 |
| 2011 | Borgríki                         | Andrea              |                 |
| 2012 | Ávaxtakarfan                     | Eva the Orange      |                 |
| 2013 | Frozen                           | Elsa                | Veu en islandès |
| 2014 | Borgríki II: Blóð Hraustra Manna | Andrea              |                 |
| 2015 | Frozen Fever                     | Elsa                | Icelandic voice |
| 2017 | I Remember You                   | Líf                 |                 |
| 2017 | Olaf's Frozen Adventure          | Elsa                | Veu en islandès |
| 2019 | Frozen II                        | Elsa                | Veu en islandès |
| 2021 | Zack Snyder's Justice League     | Dona jove islandesa |                 |

### Televisió
| Any  | Programa                | Caràcter            | Notes                                         |
| ---- | ----------------------- | ------------------- | --------------------------------------------- |
| 2005 | Sjáumst með Silvíu Nótt | Silvia Night        | Edda Award com a millor programa de televisió |
| 2007 | The Silvia Night Show   | Silvia Night        |                                               |
| 2010 | Hlemmavídeó             | Sómastúlkan         |                                               |
| 2019 | Beforeigners            | Urðr Sighvatsdóttir |                                               |

### Teatre
- Pippi Långstrump al Borgarleikhúsið.
- Karius and Baktus al Teatre Nacional d'Islàndia.